# 爱国行军
爱国行军（西班牙語：Marcha Patriótica）是哥伦比亚的一个左翼组织。该组织成立于2012年4月21日，由多个政党和组织共同创建，包括农民保留区全国协会、锡米塔拉河谷农民协会、农业和人民组织全国协调、农业联盟统一全国联合会、哥伦比亚共产党和哥伦比亚共产主义青年。该组织的意识形态是反帝国主义、反资本主义、玻利瓦尔主义、爱国主义、社会主义。该组织的总部位于波哥大。该组织是圣保罗论坛的成员
。
哥伦比亚政府曾声称，哥伦比亚革命武装力量—人民军对爱国行军进行渗透并向其提供资金。爱国行军的代表否认这一说法。